# Rushia nagaii
Rushia nagaii is een keversoort uit de familie zwamspartelkevers (Melandryidae). De wetenschappelijke naam van de soort werd in 1975 gepubliceerd door Takehiko Nakane.